# Dubai World Central Logistics City
Ciudad de la logística de Dubái es una parte del desarrollo  global en el centro Dubái. Al finalizar su construcción se convertirá en la primera plataforma logística con todos los medios de transporte. Se encuentra situada cerca de la zona de Jebel Ali Free, tendrá la capacidad de entregar 12 millones de toneladas de aire cargo al año, además de contar con su propio personal ubicado en un pueblo situado en un entorno ajardinado con instalaciones deportivas y de ocio, restaurantes, tiendas y contará con el mayor aeropuerto internacional, Dubai World Central International Airport, que actualmente está construyendo 40 kilómetros al sur de la actual Aeropuerto Internacional de Dubái.  
El DLC en una primera fase será plenamente operativa a mediados de 2009 cuando se espera que los primeros vuelos de carga operen en el Dubai World Central International Airport.  
El centro de distribución de 25.000 metros cuadrados en el DLC ya está completado. 